# Estação de South Acton
A Estação de South Acton é uma estação inativa que pertence ao sistema de metropolitano da Cidade de Londres.